# Durnali
Bei Durnali handelt es sich um die Reste einer antiken Festung im heutigen Turkmenistan, die vom 1. bis 2. Jahrhundert n. Chr., also aus der Zeit des Partherreiches, datiert. Durnali liegt etwa 25 km nördlich von Merw. Die Anlage bildet ein Rechteck von etwa 183/173 × 160/150 m. Das Innere war kaum bebaut. Die Mauern der Festung waren einst etwa 15 m hoch, standen in den 1940er Jahren, als sie von einem sowjetischen Team untersucht wurden, noch bis zu 8 m hoch. Die Anlage steht auf einer etwa einen Meter hohen Plattform aus Lehm. Die Wehrmauer ist etwa 1,2 m dick und reich mit Nischen und Schießscharten gegliedert. Vor die Mauer sind Wehrtürme gesetzt. Anhand von Münzfunden lässt sich die Anlage wahrscheinlich ins 1. oder 2. Jahrhundert n. Chr. datieren. Doch gibt es Anzeichen für eine frühere Besiedlung. Es gibt Reste, die zeigen, dass in der Festung, aber auch im Umfeld Siedlungen bis ins 11. Jahrhundert n. Chr. bestanden.